# 쓰론 앤 리버티
TL(THRONE AND LIBERTY)은 엔씨소프트의 차기 MMORPG 게임이다.
2022년 2월 15일, 엔씨소프트가 4분기 실적 및 2021년 연결 실적을 발표 후 질의 응답이 있었는데 TL의 약자가 The Lineage가 아닌 'THRONE AND LIBERTY'의 약자라고 한다. 그리고 이는 출시 전 프로젝트에 붙이는 가제가 아니라 정식 런칭 게임명이 "THRONE AND LIBERTY" 라고 밝혔다